# Gordon Marsden
Gordon Marsden (sinh ngày 28 tháng 11 năm 1953) là một chính khách của Đảng Lao động Anh, từng là Thành viên của Quốc hội (MP) cho Blackpool South từ 1997 đến 2019.

## Tuổi thơ
Marsden được đào tạo tại Stockport Grammar School, một trường độc lập ở Stockport, Cheshire, sau đó là New College, Oxford, nơi ông đã đạt được bằng cấp một về Lịch sử hiện đại. Sau đó, ông tiếp tục học cao học tại Viện Warburg (một phần của Đại học London) và Trường Chính phủ Kennedy của Đại học Harvard, là một học giả Kennedy về Chính trị và Quan hệ Quốc tế.
Trước khi vào Quốc hội, ông đã từng làm gia sư cho Đại học Open từ năm 1994, đồng thời là cố vấn công cộng cho Di sản Anh và, trong mười hai năm, biên tập viên của tạp chí History Today và New Socialist.

## Đời tư
Marsden là người đồng tính. Đầu năm 2009, Gordon được mệnh danh là một trong những "thánh" chi phí của Daily Telegraph, do mức yêu cầu chi phí thấp.

### Video clips
- Kênh Gordon Marsden trên YouTube

Bản mẫu:North West Labour Party MPs
Bản mẫu:Fabian Society